# 181 Fremont
181 Fremont es un rascacielos de uso mixto de 250.1 m de altura situado en el distrito South of Market de San Francisco, California, Estados Unidos. El edificio, diseñado por Heller Manus Architects, se encuentra junto al Transbay Transit Center y el 199 Fremont Street. 181 Fremont es propiedad de la Jay Paul Company, propietaria y promotora única del proyecto. Toda la parte de oficinas del edificio ha sido alquilada por Facebook para albergar su oficina en San Francisco y la división de Instagram.

## Diseño
La esbelta torre, promovida inicialmente por SKS Investments, tiene 56 plantas de oficinas y condominios residenciales y su planta más alta se encuentra a una altura de 209,1 m. Un parapeto alcanza los 246,9 m, y una aguja eleva la altura total a 250,1 m.
La torre contiene 40 100 m² de oficinas en las 35 plantas más bajas (de la 3 a la 38), y 67 condominios en las 16 plantas más altas (de la 41 a la 57). La planta 39 contiene servicios para las residencias y una terraza al aire libre de dos plantas. Las plantas 2 y 40 son plantas técnicas. La planta 7 del edificio está conectada directamente con el parque situado en la azotea del adyacente Transbay Transit Center.
Tras su finalización, la torre se convirtió en el edificio de uso mixto más alto de San Francisco, superando a la cercana Millennium Tower, y en el segundo edificio de uso mixto más alto del oeste de los Estados Unidos. También se convirtió en el tercer edificio más alto de la ciudad, tras la Salesforce Tower y la Pirámide Transamerica. 181 Fremont se une a otros edificios diseñados para catalizar el desarrollo San Francisco Transbay.

## Historia
En 2007, SKS propuso originalmente 181 Fremont Street como un rascacielos de uso mixto de 66 plantas y 274 m de altura, que habría albergado 140 unidades residenciales y 46 500 m² de oficinas. Sin embargo, los promotores tuvieron que reducir la altura del proyecto para cumplir con el límite de altura de 213 m de la parcela, establecido en el plan del distrito Transbay Center, aprobado en 2012. No obstante, este límite de altura es el doble de la restricción previa. El diseño de la torre fue aprobado en diciembre de 2012, y posteriormente SKS Investments puso a la venta la parcela.
El 29 de marzo de 2013, la Jay Paul Company anunció que había adquirido el proyecto a SKS Investments y que tenía previsto que su construcción comenzara «inmediatamente» y se completara en el segundo trimestre de 2015. De acuerdo con Bloomberg, se estimaba que la construcción del edificio tendría un coste de 375 millones de dólares, incluidos los costes de adquisición del terreno. La demolición de las estructuras preexistentes empezó en agosto de 2013, y estaba previsto que la construcción de la torre empezara en noviembre. La ceremonia oficial de puesta de la primera piedra tuvo lugar el 12 de noviembre de 2013, y las residencias de lujo se llamaron oficialmente Park 181. Posteriormente su nombre se cambió a 181 Fremont Residences. La Jay Paul Company anunció que la construcción del edificio costaría 500 millones de dólares y que estaba previsto que se inaugurara a principios de 2017. El 20 de septiembre de 2017 se desveló que Facebook alquilaría toda la parte de oficinas del edificio para albergar su nueva oficina en San Francisco.